# موم‌انجیر استوانه‌ای
موم‌انجیر استوانه‌ای(نام علمی: Cylindropuntia) نام یک سرده از تیره کاکتوس است.